# Karl Dändliker
Karl Dändliker, född den 6 maj 1849 i kantonen Zürich, död den 14 september 1910 i Küssnacht, var en schweizisk historiker.
Dändliker blev 1875 docent och 1883 extra ordinarie professor i schweizisk historia vid universitetet i Zürich. Bland hans många arbeten märks: Geschichte der Schweiz mit besonderer Rücksicht auf die Entwicklung des Verfassungs- und Kulturlebens (3 band, 1883-91, 4:e upplagan 1900), Kleine Geschichte der Schweiz (1889), Hans Waldmann und die züricher Revolution von 1489 (samma år), Ortsgeschichte und historische Heimatkunde (1897) samt Geschichte der stadt und des kantons Zürich (3 band, 1908-12; slutet av bad III är författat av Walter Wettstein).